# 帕納西夫卡 (扎利茲齊市鎮)
49°53′32″N 25°26′22″E / 49.89222°N 25.43944°E
帕納西夫卡（羅馬化：Panasivka）是烏克蘭的村落，位於該國西部捷爾諾波爾州，由捷尔诺波尔区負責管轄，處於塞雷特利維河畔，始建於1785年，面積2.01平方公里，2001年人口426。